# Meycauayan
Meycauayan est une municipalité des  Philippines située dans le sud de la province de Bulacan. Elle est limitrophe du Grand Manille.
Elle est divisée en 26 barangays urbains. En 2007, elle était considérée comme une des 30 villes les plus polluées du monde,.

## Religion
La paroisse catholique de Meycauayan est une des plus anciennes des Philippines : elle a été fondée en 1578 par le missionnaire franciscain Juan de Plasencia (en). Sa première église, construite en bambou et frondes de palmier nipa, a été balayée par un typhon en 1588.
Une nouvelle église construite en 1589 sur un site différent a été abandonnée en 1688 en raison des attaques des Aetas. La construction de l'église actuelle a commencé à cette date.
La croix apportée par les Franciscains, dite croix de Sitio Torril (en), a été redécouverte en 2001. C'est la plus ancienne relique chrétienne de la municipalité.